# Francesco Antonio Saverio Grue

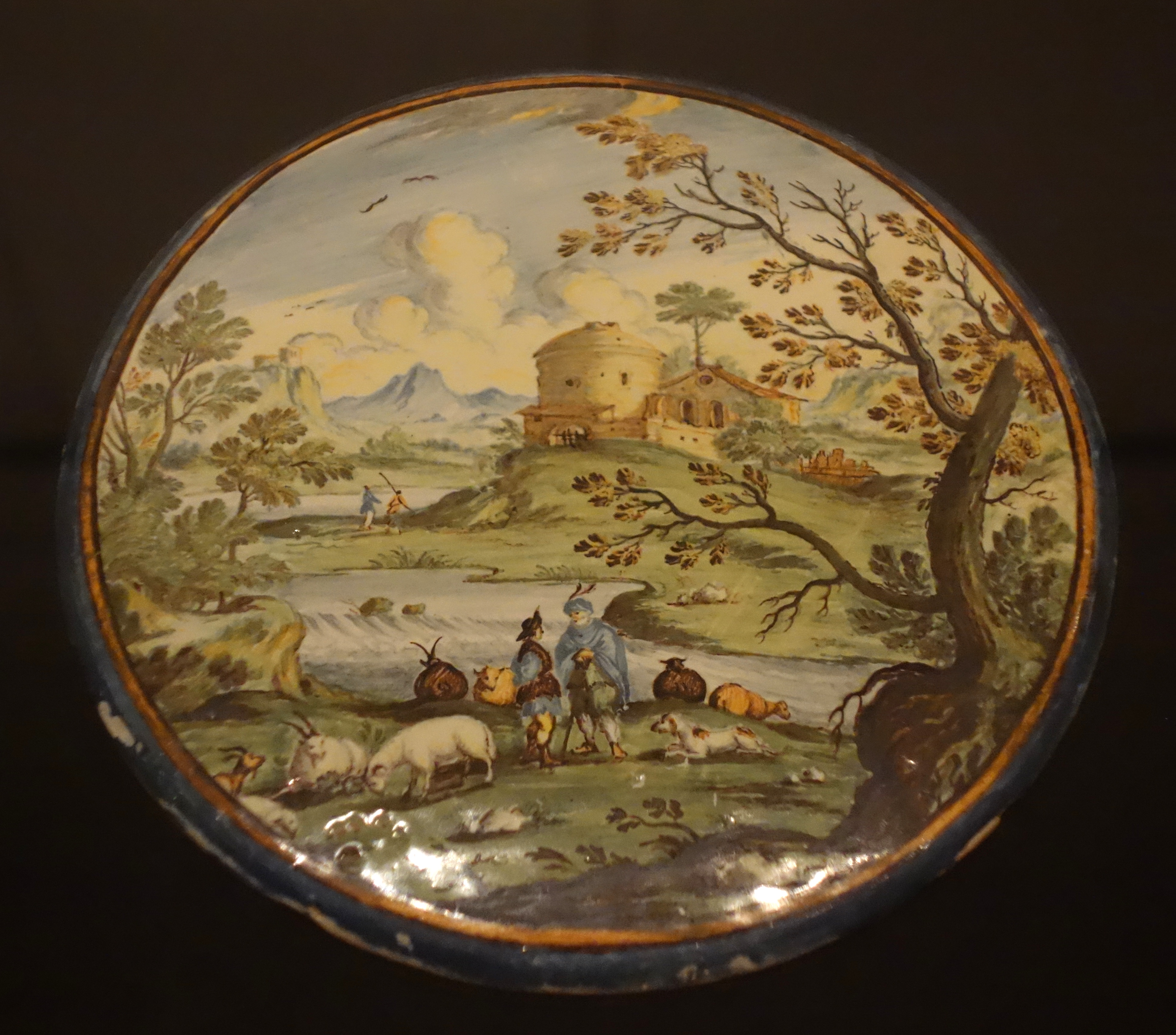
Maiolica di Castelli, Francesco Antonio Saverio Grue, tondo di ceramica con paesaggio c. 1740

Francesco Antonio Saverio Grue (Castelli, 7 marzo 1686 – Castelli, 24 agosto 1746) è stato un ceramista italiano.

## Biografia
Figlio primogenito di Carlo Antonio Grue  e di Ippolita di Geronimo Pompei, che apparteneva ad una dinastia di maiolicari di Castelli e che morì nel 1692, Francesco Antonio Saverio Grue è una delle più eminenti personalità della maiolica castellana. Trattò vari generi decorativi, ma dipinse soprattutto i paesaggi con figure. Nella sua tavolozza dominano il giallo, l'azzurro e il verde-bruno.

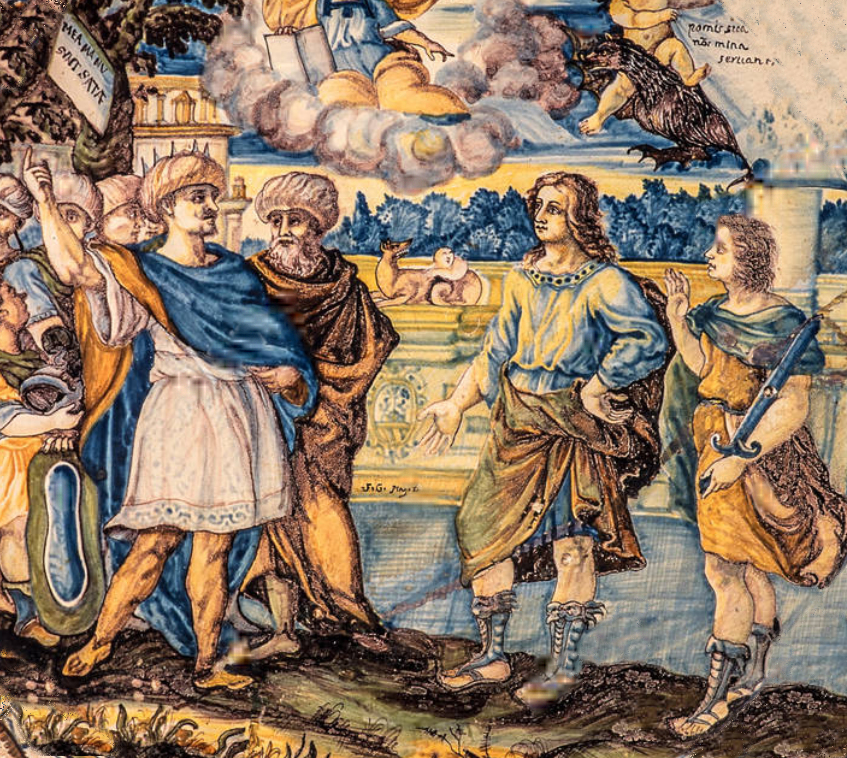
Maiolica con "Incontro di Ciro il Giovane e Lisandro"

L'arte della ceramica da Castelli si diffondeva e nascevano, in altre località, nuove botteghe: nel 1713 Francesco Antonio Saverio Grue, che veniva da una lunga tradizione di famiglia, aprì una nuova impresa a Bussi; ad Atri l'attività della ceramica, già esistente, fu potenziata per l'arrivo di Aurelio Grue (1699-post 1759) che aprì lì una bottega, sotto il patrocinio della famiglia Acquaviva.
Scarsi sono i documenti biografici che riguardano Francesco Antonio Saverio Grue e le maioliche da lui firmate e datate rappresentano a volte l'unica attestazione di un suo soggiorno lontano da Castelli o di una committenza. La sua esistenza è stata avventurosa e la biografia fu in passato romanzata.
Suo padre, che aveva per lui scelto la carriera ecclesiastica, lo mandò in seminario a Penne. Fuggito di notte, fu iscritto al seminario di Ascoli Piceno, dove studiò latino e metrica e compose versi che trascrisse su sue maioliche. Studiò Medicina a Teramo, poi si spostò a Napoli e forse anche a Roma, per approfondire le sue conoscenze in Legge e in diritto Canonico.
Nel 1705 era ad Urbino, come dimostrano due mattonelle con paesaggi, firmate e datate, conservate a Berlino, allo Staatliche Museen. A Urbino si laureò in Teologia e in Filosofia (1706) e, di conseguenza, aggiunse il titolo dott. alla sua firma su maiolica. I lunghi soggiorni fuori da Castelli sono confermati dal testamento di suo padre Carlo Antonio, che detrasse 354 ducati dalla quota a lui spettante, per averlo mantenuto agli studi.
Dal 1713 al 1715 Francesco Antonio Saverio Grue visse a Bussi, come governatore della cittadina e come maiolicaro, come è attestato dal paliotto in mattonelle della chiesa di San Michele Arcangelo a Lucoli, firmato e datato e conservato all'Aquila, al Museo nazionale d'Abruzzo.
Nel 1716 il feudatario don Ferrante de Alarcón y Mendoza impose un balzello sulla vendita di maioliche e i castellani si ribellarono. Francesco Antonio Saverio Grue si mise a capo della rivolta, finì in prigione e fu mandato a Napoli, alle carceri della Vicaria. Liberato, a Napoli aprì una bottega, dove produsse anche vasi da farmacia per l'Ospedale degli incurabili. Nel 1730 sposò Candida Ruggieri, originaria di Eboli. Dal matrimonio nacquero Francesco Saverio Grue, ceramista (Castelli, 1731), Vincenzo, soldato (1734-post 1768) e Ippolita (1739-1768).
La prima opera da lui datata e firmata risale al 1717: è un alberello farmaceutico con Andromeda in un paesaggio marino (Londra, British Museum); del 1718 è il piatto nel Museo della Certosa di San Martino che nel cavetto ha un paesaggio fluviale con rovine classiche e nella tesa è decorato con festoni di fiori e di frutta e con due cartigli con la data e la firma. Nel 1729 realizzò vasi da farmacia per la certosa di San Martino, con il santo certosino Bruno di Colonia in preghiera. A Napoli, nel 1735,  Francesco Antonio Saverio decorò vasi farmaceutici su commissione del protomedico Carlo Mondelli.
Tornato a Castelli nel 1736, riaprì una sua bottega e nel 1739 dipinse vasi per la farmacia della Santa Casa di Loreto, rimasti sul posto. In una lettera al fratello Isidoro, canonico della collegiata di Collecorvino, scrisse di aspettarsi che Carlo III di Borbone lo chiamasse nella Real Fabbrica di Capodimonte che apriva in quegli anni; ma il desiderio non fu esaudito. Morì di malattia e fu sepolto nella locale chiesa di San Pietro.
A Castelli (Te) gli è dedicato il locale liceo artistico, nonché il Museo delle ceramiche di Castelli.